# Dasypogon (plante)
Genre
Dasypogon est un genre  de plantes à fleurs appartenant à la famille des Dasypogonaceae.  Il comprend 4 espèces décrites et de celles-ci, seulement 3 acceptées . Ces espèces sont toutes endémiques d'Australie-Occidentale.

## Taxonomie
Le genre a été décrit par Robert Brown  et publié en Prodromus Florae Novae Hollandiae 263. 1810 . L'espèce type est: Dasypogon bromeliifolius

## Espèces acceptées
Ici une liste des espèces du genre Dasypogon acceptées en Aout 2023. 
- Dasypogon bromeliifolius
- Dasypogon hookeri
- Dasypogon obliquifolius